# なかよし
『なかよし』は、講談社が発行する日本の月刊漫画雑誌。1954年12月創刊（1955年1月号）。

## 概要
『ちゃお』（小学館発行）・『りぼん』（集英社発行）と並ぶ、三大小中学生向け少女漫画雑誌の一つ。
刊行中の漫画雑誌としては日本最古の存在であり、さらに過去に刊行されていた漫画雑誌を含めても1997年4月に『大阪パック』（1906年11月 - 1950年3月、43年4か月）の記録を抜いて日本最長寿記録を更新している。また現存する講談社発行の幼児および子供向けまたは少年・少女向け雑誌の中でも最古の歴史を持ち、数々の名作や著名な漫画家を輩出している。2004年12月に創刊50周年、2014年12月に創刊60周年、2024年12月に創刊70周年を迎えた。
ページ最後の目次には、毎回特定の質問が各作品の作者に対して投げかけられ（季節柄に関することが多い）、ページ表示欄に一言程度の回答が書かれている。このスタイルは、同じ版元の『週刊少年マガジン』や、その競合誌である『週刊少年サンデー』（小学館）でも採用されており、少女漫画雑誌では『Sho-Comi』（小学館）が2020年1号から採用している。

## 歴史
1954年（昭和29年）12月に創刊（1955年1月号）。創刊当初は漫画を含めた少女向け総合読み物雑誌であり、絵物語・グラフ・漫画の3つの柱を軸にしていた。創刊号の価格は110円。付録は創刊号から付いており、名作まんが物語 家なきおどり子、歌の花かご（歌集）、なかよしカレンダー、うらないブック、しおりなどが最初に付いた付録であった。創刊してからしばらくは綴じ込み付録の種類も豊富で、人気スターのブロマイド、香りシール、あぶりだしカードなどの様々な付録が付いていた。初期は漫画のイラストではなく、当時の人気子役が表紙を飾っていた（当時の他の少女誌も同様）。その後、1958年頃から漫画をメインとする誌面となる。表紙はそれまでの写真から1969年10月号から1971年7月号まで田村セツ子のイラストが使われ、1971年8月号から漫画家が表紙イラストを描いている。
『キャンディ♥キャンディ』、『おはよう!スパンク』等が連載されていた1970年代後半には部数において競合誌に差をつけていた。特に『キャンディ♥キャンディ』が大ヒットしたこともあって本誌の部数は180万部 を突破した。1980年代以降も部数は100万部台をキープしていた。
1989年から13年間、編集長を務めた入江祥雄によると、彼が配属された頃には1980年代後半にも100万部台もあった部数が78万部まで低下していた。この状況を打開する為に、当時の『りぼん』と『なかよし』は恋愛漫画が中心だった為、児童文学の部署に配属されていた経験のある入江は本誌をファンタジー路線を中心に切り替え、『りぼん』よりもやや低年齢向けの誌面にして差別化を図った。1990年代初頭はギャグ物の『きんぎょ注意報!』、バトルヒロイン物の『美少女戦士セーラームーン』、超能力物の『ミラクル☆ガールズ』など、従来の恋愛要素を排除しないで残しつつも多彩なファンタジー要素のある漫画が連載された。特に『美少女戦士セーラームーン』は本誌では初期の段階から反響が大きく、アニメ版も徐々にヒットしていって大ブームとなり、1993年9月号には一度だけアニメのイラストが表紙を飾ったこともある。1992年末には売上率98パーセントでほぼ完売。1993年には本誌の発行部数が205万部を突破し、再び、一時期はりぼんよりも部数が上になった。
その他にも1990年代には『あずきちゃん』、『魔法騎士レイアース』、『怪盗セイント・テール』、『カードキャプターさくら』、『だぁ!だぁ!だぁ!』などがヒットしていたが、部数は徐々に減少。1999年には70万部台に低下したことで『ちゃお』に抜かれて三大小中学生向け少女漫画誌でのシェアは3位に下がったが、2006年度には『りぼん』の部数が『なかよし』以上に落ち込んだため、シェアは2位に再浮上した。2010年10月から2011年9月までの平均発行部数は19.8万部 とピーク時の1/10以下にまでなり、『りぼん』より部数が低下した（ただし、2010年の年間平均部数は『りぼん』より上である）。
2001年12月号では付録としてモーニング娘。の後藤真希のフィギュアを付けた。これは日本の少女漫画雑誌として初めて立体フィギュアを付録にしたものであった。
2008年12月発売の2009年1月号には創刊55周年を記念し、歴代作家の色紙イラストが読者プレゼントされる。同時に歴代34作品のキャラクターが登場するゲームソフト『なかよしオールスターズ めざせ学園アイドル』が発売となった。
2014年12月発売の2015年1月号で漫画雑誌初の創刊60周年を達成、これに先立つ2014年8月6日に60周年記念ホームページを開設し、過去から現在に至る作品の情報や企画を展開するほか、同じく20周年となった『美少女戦士セーラームーン』の記念プロジェクト、CLAMPデビュー25周年を記念しての『カードキャプターさくら』の新作グッズ展開や原画展の開催、10周年となった『プリキュアシリーズ』漫画版の単行本発行、過去の作品の単行本復刊人気投票など、様々な記念施策を展開している。その一環として、2015年6月発売の2015年7月号から電子版の配信が開始された。
2019年11月6日、第1回野間出版文化賞を受賞。
2024年12月発売の2025年1月号で創刊70周年を迎えた。

## 歴代編集長
- 牧野武朗（1954年 - 19??年）
- 鈴木松雄[10]
- 佐藤勝也[10]
- 東浦彰
- 入江祥雄
- 中里郁子
- 須田淑子[11][12]

## 発行部数
- 1955年 - 22万部[13]
- 1956年 - 35万部[14]
- 1978年6月、公称160万部[15]
- 1979年7月、公称180万部[16]
- 1980年7月、公称170万部[17]
- 1981年9月、公称140万部[18]
- 1982年12月、公称1,200,000部[19]
- 1984年4月、公称1,250,000部[20]
- 1985年3月、公称1,250,000部[21]
- 1986年3月、公称1,250,000部[22]
- 1987年3月、公称1,250,000部[23]
- 1988年3月、公称1,350,000部[24]
- 1989年2月、公称1,350,000部[25]
- 1990年2月、公称1,200,000部[26]
- 1991年2月、公称1,200,000部[27]
- 1991年4月 - 1992年3月、公称1,200,000部[28]
- 1992年4月 - 1993年3月、公称1,400,000部[29]
- 1993年1月 - 12月、推定175万部[30]
- 1993年 -205万部
- 1993年4月 - 1994年3月、公称2,100,000部[31]
- 1994年1月 - 12月、推定175万部[32]
- 1995年1月 - 12月、推定150万部[33]
- 1996年1月 - 12月、推定110万部[34]
- 1997年1月 - 12月、推定78万部[35]
- 1998年1月 - 12月、推定53万部[36]
- 1999年1月 - 12月、推定50万部[37]
- 2000年1月 - 12月、推定50万部[38]
- 2003年9月1日 - 2004年8月31日、457,083部[39]
- 2004年9月 - 2005年8月、457,500部[39]
- 2005年9月1日 - 2006年8月31日、418,500部[39]
- 2006年9月1日 - 2007年8月31日、400,000部[39]
- 2007年10月1日 - 2008年9月30日、343,750部[39]
- 2008年10月1日 - 2009年9月30日、306,667部[39]
- 2009年10月1日 - 2010年9月30日、252,084部[39]
- 2010年 -25万部（年間平均）[5]
- 2010年10月1日 - 2011年9月30日、198,910部[39]
- 2011年10月1日 - 2012年9月30日、170,834部[39]
- 2012年10月1日 - 2013年9月30日、152,667部[39]
- 2013年10月1日 - 2014年9月30日、137,500部[39]
- 2018年10月1日 - 2019年9月30日、75,321部[39]
- 2019年10月1日 - 2020年9月30日、64,754部[39]
- 2020年10月1日 - 2021年9月30日、56,958部[39]
- 2021年10月1日 - 2022年9月30日、46,708部[39]
- 2022年10月1日 - 2023年9月30日、42,563部[39]

|        | 1〜3月     | 4〜6月     | 7〜9月     | 10〜12月   |
| ------ | ---------- | ---------- | ---------- | ---------- |
| 2008年 |            | 331,667 部 | 333,334 部 | 316,250 部 |
| 2009年 | 315,000 部 | 300,000 部 | 295,000 部 | 278,750 部 |
| 2010年 | 250,000 部 | 236,667 部 | 233,334 部 | 228,334 部 |
| 2011年 | 200,000 部 | 188,334 部 | 179,334 部 | 175,000 部 |
| 2012年 | 175,000 部 | 170,000 部 | 163,334 部 | 158,000 部 |
| 2013年 | 145,000 部 | 140,000 部 | 163,334 部 | 140,000 部 |
| 2014年 | 137,500 部 | 138,334 部 | 133,334 部 | 127,750 部 |
| 2015年 | 119,000 部 | 119,334 部 | 129,167 部 | 106,250 部 |
| 2016年 | 105,500 部 | 101,000 部 | 103,333 部 | 098,700 部 |
| 2017年 | 096,000 部 | 096,000 部 | 094,833 部 | 090,250 部 |
| 2018年 | 088,000 部 | 087,203 部 | 085,830 部 | 080,875 部 |
| 2019年 | 077,700 部 | 072,817 部 | 068,833 部 | 066,925 部 |
| 2020年 | 065,875 部 | 063,400 部 | 062,467 部 | 061,000 部 |
| 2021年 | 058,500 部 | 054,667 部 | 052,833 部 | 048,500 部 |
| 2022年 | 047,500 部 | 047,167 部 | 043,333 部 | 044,500 部 |
| 2023年 | 043,000 部 | 043,000 部 | 042,333 部 | 040,250 部 |
| 2024年 | 036,500 部 | 028,667 部 | 027,000 部 | 024,125 部 |
| 2025年 | 022,500 部 | 023,667 部 |            |            |

## 連載作品
以下、2025年7月3日（2025年8月号）現在連載中の作品。
| 作品名                                   | 作者（作画） | 原作者など         | 開始号       | 映像関連   | 備考                                          |
| ---------------------------------------- | ------------ | ------------------ | ------------ | ---------- | --------------------------------------------- |
| わんころべえ                             | あべゆりこ   | —                  | 1976年01月号 | 原作引用作 |                                               |
| プリキュアシリーズ                       | 上北ふたご   | 東堂いづみ（原作） | 2004年03月号 | タイアップ | 2025年3月号より 『キミとアイドルプリキュア♪』 |
| どうせ、恋してしまうんだ。               | 満井春香     | —                  | 2020年12月号 | 原作引用作 |                                               |
| マーメイドメロディー ぴちぴちピッチ aqua | 花森ぴんく   | —                  | 2021年09月号 |            | 『ぴちぴちピッチ』の新章                      |
| もふもふ男子 アル川パカ之助くん          | 市橋イズナ   | —                  | 2021年10月号 |            | 不定期連載                                    |
| ギフテッド                               | 雨宮理真     | 天樹征丸（原作）   | 2022年01月号 | 原作引用作 |                                               |
| おじねこ                                 | 植月えみり   | —                  | 2022年11月号 |            |                                               |
| 花に噛みぐせ                             | 壱コトコ     | —                  | 2024年03月号 |            |                                               |
| しゅごキャラ! ジュエルジョーカー         | PEACH-PIT    | —                  | 2024年09月号 |            |                                               |
| 有馬さんはこだわりが強すぎる             | 北見あんず   | —                  | 2024年12月号 |            |                                               |
| 僕らが春を告げる頃                       | アメノ       | —                  | 2024年12月号 |            |                                               |
| ハルメイ                                 | 雨宮うり     | —                  | 2025年05月号 |            | 『Palcy』でも連載 （追っかけ連載）            |
| お金のコンパス                           | 伊藤みんご   | —                  | 2023年03月号 |            |                                               |
| 憑きもの物件あります 番外編              | ゆきだるま   | —                  | 2025年07月号 |            | 短期集中連載                                  |
| 王子の最恋                               | いくたはな   | —                  | 2025年08月号 |            |                                               |

## 読者投稿コーナー

### 歴代タイトル
- なかよし新聞（イラスト担当：最終担当:田村セツ子）
- なかよしジョッキー（イラスト担当：はやしえい子、写真出演：キャロライン洋子(1971年1月号 - 1980年前半)、トマト(1980年前半 - 1985年3月号)、ユキ（1985年4月号 - 12月号））
- ちゃめっこクラブ（イラスト担当：片岡みちる）
- スーパーちゃめっこクラブ（イラスト担当：片岡みちる（途中から桜井明子がイラスト担当となり、キャラクターも変更になった））
- みんな集まれ! なかよしっこパラダイス（イラスト担当：桜井明子）
- GO→GO→なかよしチャンネル（イラスト担当：ナフタレン水嶋、ゆみみ）
- なかよしスタジオ（イラスト担当：ナフタレン水嶋）
- なかよし学園（イラスト担当：ハタノヒヨコ）
- なかよしステーション（イラスト担当：紺のんこ）
- なかよしレボリューション（イラスト担当：佐藤みなみ）
- なかともライン（イラスト担当：伊藤みんご）

### 歴代キャラクター
- なかよし新聞/なか子（創刊時から1970年12月号の終了時まで、名前な不変でイラストは時々の担当者が自由に書いていた）
- なかよしジョッキー/ダメラ（1971年11月号 - 1985年12月号）キャラ化した洋子、トマト、ユキ（ダメラ登場まで男性編集員が洋子の相手だった）
- ちゃめっこクラブ/ハナコ、タロウ（途中から登場）、みーたん、すごい技だマン、ちゃっぴー、すごい技だニャン（読者投稿により名前決定）
- スーパーちゃめっこクラブ
  - （片岡みちる版）/「ちゃめっこクラブ」と同じ。
  - （桜井明子版）/星野ナナ、銀次朗（読者投稿により名前決定）、高木とものすけ[注 9]、アル美（アルミニウム姫）
- みんな集まれ! なかよしっこパラダイス/桜井明子版「スーパーちゃめっこクラブ」と同じだが、銀次朗が元の姿（弓かおる（読者投稿により元の姿と名前決定））になった。
- GO→GO→なかよしチャンネル/むうす、セイヤ、ぜりー、さぶじい
- なかよしスタジオ/ハル、アキ、ナツオ、フユミ、タカコ、さぶじい（「GO→GO→なかよしチャンネル」から引き続き参加）、サキ[注 10]
- なかよし学園/マミ、みらの、リュウセイ、ワタル、先生、つるりん（読者投稿により名前決定）、コマツナ（途中参加、読者投稿によりあだな決定）
- なかよしステーション/アンナ、テツジ、マコト、エミ、冬子
- なかよしレボリューシション/ささみ、がいあ、ふたば、ういろう、じじい（途中参加）
- なかともライン/花梨、桃、英、伊吹、ユズ

## 増刊号
増刊号はオリジナルの話もあれば、本誌の番外編も掲載されていた。2025年現在、増刊号は刊行されていない。
- なかよしラブリー 年4-5回 2003年夏の号より刊行。2011年秋の号まで続いた。
- なかよし○○やすみランド（○○のなかには「はる」「なつ」「ふゆ」が入った）年3回 1997年より。2003年の「はるやすみランド」が最終。
- なかよし増刊なかぞう 年3-4回 1993年～1996年
- なかよしデラックス 1978年12月号が創刊号。1992年初冬の号が最終号。
- なかよし増刊るんるん 1991年より→「るんるん」として独立創刊。1998年1月号が最終。
- なかよし増刊 1977年～1986年は確認。
- 増刊なかよし 1975年～1978年は確認。
- 別冊なかよし 1971年創刊。1976年までは確認。

## 派生誌
- 『るんるん』
- 『amie』
- 『Chu♥Girl』

## 外版提携誌
- 美少女月刊（台湾・長鴻出版社）
- COMiC FANS（香港・天下出版社）

なお、本誌の漫画だけではなく、現地の漫画家の作品も掲載されている。

## なかよし ザ・ネクスト
なかよし ザ・ネクストは、なかよしで2000年から2002年にかけて年1回開催されたコンペ企画である。別冊付録に若手作家の読み切りを3本掲載し、読者投票で1位になった作品は本誌連載が約束された。

### 参加作品
☆は連載化獲得作
- 2000年11月号
  - ODAIBAラブサバイバル（白沢まりも・原作:小林深雪）☆
  - きららSOS（かなしろにゃんこ）
  - 少女人魚（永遠幸）
- 2001年11月号
  - セレブレイト!（永遠幸）
  - 学園天国（原明日美）☆
  - まじかる♥ラボ（岡村香穂）
- 2002年11月号
  - 1/100のキモチ（水月りゅん）
  - まもって!ロリポップ（菊田みちよ）☆
  - ラブゲッちゅ 〜沢木堂骨董店四代目〜（ハットリユカコ）

## タイアップ
1990年代以降、メディアミックスをはじめとしてさまざまなタイアップを模索し続けている。以下、ここにそれを記す。

### テレビアニメ
『なかよし』の看板を背負った作品の多くがテレビアニメ化されている。主に少女誌であるので全日帯に放送されることが大半だが（ゴールデンタイムで放送された作品も多い）、中には『まもって!ロリポップ』、『地獄少女』（アニメ中心のタイアップ）、『ゴーストハント』、『さばげぶっ!』など、深夜枠で放送された作品もある（前者2作は深夜枠以外でも放送された）。

#### テレビ朝日
（NET→）テレビ朝日とは関係が深く、土曜19時台前半および日曜8時台後半で多くの作品が放送された。
土曜19時台前半 には1981年から1983年にかけて『おはよう!スパンク』（1981年 - 1982年）→『とんでモン・ペ』（1982年 - 1983年）が、1991年から1997年にかけては『きんぎょ注意報!』（1991年 - 1992年）→『美少女戦士セーラームーン』シリーズ（『セーラームーン』）が、それぞれ放送された。製作は、1980年代の2作はトムス・エンタテインメント、1990年代の2作は東映アニメーションが手掛けている。なお、1980年代の2作に関しては、関西地区の系列局である朝日放送が製作ホスト局を務めている。さらに、『とんでモン・ペ』はアニメのコミカライズだったのに対し、これ以外の3作品は漫画のアニメ化である。
日曜8時台後半では、1997年以降、該当時間帯で放送されているアニメ作品の漫画化を担当（連載）している。なお、全作品、制作は東映アニメーション・製作ホスト局は朝日放送が担当している。その変遷は以下の通り。
『夢のクレヨン王国』（漫画：片岡みちる、1997年 - 1998年）→『おジャ魔女どれみ』シリーズ（漫画：たかなししずえ、1998年 - 2003年、全5作）→『明日のナージャ』（漫画：あゆみゆい、2003年 - 2004年）→『プリキュアシリーズ』（漫画：上北ふたご、2004年 - ）
この2つの放送枠以外では、漫画のアニメ化作品としては金曜19時台前半 の『キャンディ♥キャンディ』（1976年 - 1979年、東映アニメーション製作）、木曜19時台後半の『怪盗セイント・テール』（1995年 - 1996年、トムス・エンタテインメント製作、製作ホスト局は朝日放送）、アニメのコミカライズの連載ではローカルセールス枠の『ムーぽん』（1999年 - 2001年）がある。
なお、『キャンディ♥キャンディ』と『セーラームーン』に関しては日本国内ばかりか海外でも高い評価を受けた。

#### NHK衛星第2テレビジョン・NHK教育テレビジョン
NHK衛星第2テレビジョンの衛星アニメ劇場・火曜日前半（18:00 - 18:25）に、1994年から2002年にかけて、計4作品を送り込んだ。
第1弾の『超くせになりそう』のアニメ化こそ約1年で終了したが、その後の『あずきちゃん』は約3年、『カードキャプターさくら』（以下『CCさくら』）と『だぁ!だぁ!だぁ!』は約2年にわたって放送された。
また、『CCさくら』については2004年から（中断期間を挟んでではあるが）2006年にかけてNHK教育テレビジョンで（NHK BS2の放送からみての）再々放送が行われた（土曜18時30分-→一時中断→木曜19時25分-）際にバンダイおよびショウワノートから玩具・文具などの関連商品が再リリースされ、本放送並みの待遇を受けた。
タイアップではNHK教育テレビジョンの「天てれアニメ」内で『探偵チームKZ事件ノート』のアニメ版が放送された。

#### テレビ東京
テレビ東京と組んだ例としては、1984年から1985年にかけて放送された『アタッカーYOU!』と1999年に放送された『スーパードール★リカちゃん』があるが、いずれも該当作品のみで関係が途絶えた。
その後2002年の『東京ミュウミュウ』（土曜8時台前半、製作ホスト局はテレビ愛知）から関係が復活した。以後の作品をここに記す。
『ふぉうちゅんドッグす』（木曜18時台後半→ローカルセールス枠）→『マーメイドメロディぴちぴちピッチ』シリーズ（土曜8時台前半、製作ホスト局はテレビ愛知）→『シュガシュガルーン』（ローカルセールス枠）→『ゴーストハント』（深夜アニメ）→『かみちゃまかりん』（金曜17時台後半）→『しゅごキャラ!』シリーズ（ローカルセールス枠）

#### UHFアニメ
UHFアニメの第1号は、本誌発祥の『わんころべえ』である。それから長い年月を経て『まもって!ロリポップ』がアニメ化され、『地獄少女』の原作アニメ版も放送された。
もっとも、これらの作品は、全て独立局以外のテレビ局でも放送されている。
なお、後述する『よばれてとびでて!アクビちゃん』についても、独立局の一部で放送されたがゆえに、UHFアニメに含めることがある。

#### その他のテレビ局
これまであげた所以外の地上波テレビ局と組んだ例としては、フジテレビと組んだ『リボンの騎士』（1968年 - 1969年）、『あんみつ姫』（1986年 - 1987年）、『ひみつのアッコちゃん（第2作）』（1988年 - 1989年）、日本テレビと組んだ『ミラクル☆ガールズ』（1993年）と『魔法騎士レイアース』（1994年 - 1995年、製作ホスト局はよみうりテレビ）がアニメ化された。また、コミカライズとしてはTBSと組んだ『アキハバラ電脳組』（漫画版のタイトルは『アキハバラ電脳組 パタPi!』、1998年）と『スウィート・ヴァレリアン』（製作ホスト局は毎日放送、バラエティ番組の『ブリンぶりん家」→「フューチャービーンズ～みらい豆」内で放送、2004年）、『ぽんのみち』（製作ホスト局は毎日放送、講談社が原作を手掛けるオリジナルテレビアニメ第1作、2024年）がある。
2014年にはTOKYO MXを中心に『さばげぶっ!』がアニメ化されている。また、『美少女戦士セーラームーン』の新作アニメ『美少女戦士セーラームーンCrystal』の2期までがネットの動画サイトにアニメが先行配信され、後にテレビ放送された（TOKYO MXなどで放送）。3期は最初からテレビ放送に切り替えている。

#### CSテレビ局
アニメの放送が中心のCSテレビ局と組んだ例としては、2001年から2002年にかけて、キッズステーションと組んだ『よばれてとびでて!アクビちゃん』が存在する。ただこの作品は、キッズステーションだけではなく、一部の地上波テレビ局でも放送された実績がある。
また、先にあげたUHFアニメについても、キッズステーションでも地上波と同時に放送されたことがある。さらに、テレビ東京（および系列局）と組んだ作品に関しては、ごく一部の作品がアニメシアターXでも地上波と同時放送された。

### OVA
『魔法騎士レイアース』と『カードキャプターさくら』がOVA化されている。前者はテレビアニメ終了後に製作・リリースされた。後者は映像ソフトの購入特典映像として収録されている。

### テレビドラマ・オリジナルビデオ
1964年に『てなもんや三度笠』（TBS系列および一部の日本テレビ系列、製作ホスト局は朝日放送）がテレビドラマからの漫画化作品として連載されていた が、以後2000年代まで関わりを持つことはなかった。
2000年代になり、『美少女戦士セーラームーン』（2003年 - 2004年、CBC・TBS系列で放送）がテレビドラマ化された。テレビアニメが原作の『地獄少女』（2006年 - 2007年、日本テレビおよび静岡第一テレビで放送）もテレビドラマ化されている。一方、テレビドラマの漫画化は2010年5月号から同年7月号まで連載された『タンブリング』（TBS系列で放送）がある。
また、『美少女戦士セーラームーン』と『コードネームはセーラーV』がオリジナルビデオ（Vシネマ）化されている（なお、「コードネームはセーラーV」は「セーラーV」がセーラー万年筆によって商標登録されていたため、『美少女戦士セーラームーン Act.ZERO』というタイトルになっている）。

### 小説
『なかよし』の版元である講談社は、少女向け小説レーベルとして講談社X文庫を設けているが、これと『なかよし』が組んだ例としては、1990年代前半に「月下美人」（芳村杏、原作はひうらさとる）と「あこがれ冒険者」（あさぎり夕）のノベライズ版のリリースがある。
講談社X文庫ティーンズハートからは1994年に武内直子の『ま・り・あ』が、2001年には小林深雪の脚本をもとに白沢まりもが漫画化した「夢をかなえる夏休み」をベースに小林が大幅に加筆し、タイトルを改めた小説『願えばきっとかなう』がリリースされた。また、小野不由美がホワイトハートで発表し続けた『悪霊シリーズ』をベースに、いなだ詩穂が「ゴーストハント」というタイトルで漫画化している。ただ、「夢をかなえる夏休み」は、増刊枠の読みきりでしかなく、「ゴーストハント」については、もともとは『Amie』の連載だったものを、該当誌が休刊に追い込まれたがゆえに『なかよし』が引き継いだものだった。
その一方で、2008年3月には本誌で連載された漫画のノベライズを目的とした「なかよし文庫」が立ち上げられた。詳細は該当項目参照。
ほかにも青い鳥文庫（こちらも講談社）作品から、『若おかみは小学生!』と『名探偵夢水清志郎事件ノート』を漫画化したことがあるが、これらは本誌連載ではなく、本誌の別冊付録という形で発表された。なお、同じ青い鳥文庫作品の『クレヨン王国』シリーズをベースにした『夢のクレヨン王国』は、小説の漫画化ではなく、小説をもとにしたテレビアニメの漫画化である。
池田美代子作のサスペンス小説『妖界ナビ・ルナ』の漫画版が連載された（原作の版元は岩崎書店であったが、2009年6月に刊行された新作以降に関しては青い鳥文庫からリリースされている）。『探偵チームKZ事件ノート』を（原作：藤本ひとみ、住滝良）も漫画化された。
また、2015年に講談社KK文庫にてなかよしのホラーアンソロジーコミック『絶叫ライブラリー』を小説化した『小説なかよしホラー 絶叫ライブラリー』シリーズや、『小学生のヒミツ』が刊行されたこともあった。

### 玩具
1990年代初頭から2000年代初頭まではバンダイとのタイアップが多かった。しかし1998年から1999年まで放映された『スーパードール★リカちゃん』以降はタカラ →タカラトミーとのタイアップも増えており、2018年現在ではバンダイとのタイアップは「朝日放送テレビ・東映アニメ制作日曜朝8時半のアニメ」関連のみである。
その他の玩具会社とのタイアップしたものには、エンスカイから発売された液晶ゲーム『ちゃまもり』の4コマ漫画が、2006年8月号から2007年5月号まで連載されていた。

### ゲームソフト
1993年と1994年に本誌の掲載作品を題材にしたゲームソフトが製作・発売されたことがある。この時期は『美少女戦士セーラームーン』が大ヒットするなど本誌の最盛期であった。
その後はしばらく発売されていなかったが、2008年12月にニンテンドーDS用ソフト『なかよしオールスターズ めざせ学園アイドル』が発売されている。

#### なかよしといっしょ
ファミリーコンピュータ用ソフト。1993年、ユタカ（バンダイの関連会社）からリリースされた。
ジャンルはロールプレイングゲーム。当時の連載作品の世界を冒険するという設定になっており、一部の登場人物には専用のグラフィックも用意されている。また、各作品の作者である漫画家にもそれぞれ顔グラフィックが用意されている。
本誌の本来の購買層である低年齢層の女の子に配慮してか、ゲームシステムは一般的なロールプレイングゲームとはかなり異なり、簡略化されている部分がある（経験値や装備品の概念がない）。全体のボリュームも、最初から通してプレイしても数時間で終わらせることができる程度である。戦闘はコマンド入力方式ではなく、スロットマシンのように回転する絵柄を止めて、揃った絵によって行動が決まるという独特のものである。
登場する作品は、順に『きんぎょ注意報!』、『ポケット・パーク』、『ミンミン!』、『太陽にスマッシュ!』、『くるみと七人のこびとたち』、『美少女戦士セーラームーン』となっている。

#### ウェルカムなかよしパーク
ゲームボーイ用ソフト。1994年3月3日にバンダイからリリースされた。
位置付けとしては『なかよしといっしょ』のゲームボーイ版ではあったが、題材になった作品は『なかよしといっしょ』と多少異なっており、『美少女戦士セーラームーン』・『超くせになりそう』・『ポケット・パーク』・『熱烈台風娘』・『うしうしわーるど』の5作品となっている。

#### PANIC IN なかよしワールド
スーパーファミコン用ソフト。1994年11月18日に、バンダイからリリースされた。
これは、本誌連載作かつアニメ化の実績のある『美少女戦士セーラームーン』・『超くせになりそう』・『きんぎょ注意報!』の3作品に加え、アニメ化されたことのない『くるみと七人のこびとたち』のキャラクターが登場するアクションゲームである。

#### なかよしオールスターズ めざせ学園アイドル
ニンテンドーDS用ソフト。2008年12月18日にクリエイティヴ・コアから発売された。
「なかよし創刊55周年記念企画」作品であり、当時連載中の作品に限らず、過去の作品のキャラクター含めて合計70人（ただし人間ではないキャラクターも含む）登場している。主人公キャラクターに関しては、PEACH-PITやこげどんぼ*をはじめとする本誌執筆陣から6人がキャラクターデザインを担当している。また、主人公の衣装も、キャラクターデザイン担当者がデザインしている。

### ファッション
2006年9月号からはブランド子供服で知られるアパレルメーカーのナルミヤ・インターナショナルと提携し、「なかよし学園ファッション部」なるプロジェクトを立ち上げており、「エンジェルブルー」ブランドを題材にした漫画『夢みるエンジェルブルー』を発表した事がある（似た企画として、『ちゃお』が2002年 - 2004年にナルミヤ・インターナショナルとタイアップした作品を立ち上げたことがある。こちらは「mezzo piano」ブランドのみ使われた）。

### ハロー!プロジェクト
ハロー!プロジェクトとのタイアップとして2001年5月号からモーニング娘。を題材とした『娘。物語-モーニング娘。オフィシャルストーリー』が連載された。また、モー娘。メンバーが出演した映画『仔犬ダンの物語』の漫画版が掲載されたことがある。さらに、テレビ番組『ティンティンTOWN!』（日本テレビほか）の一部コーナーの漫画版が掲載されたり、さらに松浦亜弥とサンリオとのコラボレーションキャラ「アヤンキー」とのタイアップ作も掲載されたりした。その後、『娘。物語ミラクル』が2006年3月号（2006年2月3日発売）が発表された。
その後、2014年から現役グループによるコラムが連載されており、2016年5月号まではJuice=Juiceによる『めざせ!クラス☆スター計画!』が連載され、2016年6月号から2018年8月号まではカントリー・ガールズによる『カントリー・ガールズ♡これで人気ナンバーワン!かわいくなれる1テク講座』が連載され、2018年9月号から2020年4月号まではアンジュルムの上國料萌衣・船木結による『アンジュルムかみこ&ふなっきといっしょに!放課後ガールズトーク!!』が連載され、2020年5月号から2022年9月号はBEYOOOOONDSによる『BEYOOOOONDSの胸キュン4コマ』が連載され、2022年10月号からは江端妃咲（Juice=Juice）・豫風瑠乃（つばきファクトリー）による『ハロプロメンバー 激推しマンガトーク』が連載されている。

### ディズニー
版元の講談社はディズニーと関係が深い。それを生かして小鷹ナヲを起用し、ディズニーとのタイアップ作品『きらら☆プリンセス』と、ディズニーがリリースしているトレーディングカードゲーム「マジカルダンス」を題材にした『Disney’s　マジカルダンス!!』を連載した。
この2つの連載作以外では、『プリンセスと魔法のキス』のコミカライズも本誌に掲載されたことがあり、こちらも小鷹ナヲが手掛けた。さらに、増刊枠『なかよしラブリー』でも、明日賀じゅんが『Disney　Fairies　小さな妖精プティの日記』というタイトルの作品を連載した時期がある。

### ドラマCD
『セーラームーン』、『ようこそ!微笑寮へ』、『カードキャプターさくら』、『わたしに××しなさい!』がドラマCD化されたことがある。コミカライズでは『夢のクレヨン王国』、『おジャ魔女どれみ』、『明日のナージャ』『プリキュアシリーズ』はアニメ側の企画でCDドラマが存在する。
なお、『わたしに××しなさい!』については、単行本の特装版の付録という形でリリースされた。
また、2006年1月号には漫画のセリフに声を入れた「デジタルコミック」という形で、『王子様のつくりかた』が、付録のCD-ROMのプログラムのひとつとして収録されている。

### スポーツ
キャラクター物ではないが、実在のスポーツチーム（ナショナルチーム）とタイアップした作品も存在する。
2004年8月号・9月号・11月号に女子バレーボールアテネオリンピック日本代表とのタイアップ作品「アタック!」を発表した。その後、サッカー日本女子代表とのタイアップ作品『なでしこシュート!』が2008年8月号に掲載された。
ちなみにこの2作品は、いずれもモーニング娘。とのタイアップ作品の多くを執筆した神崎裕が手がけている。

### 食品関係
ファミリーレストラン・ガストが『デリシャス!』の作中で登場するレシピを実際のメニューとして提供したことがある。さらに、『キッチンのお姫さま』では、本誌2007年2月号掲載分で、明治製菓とのタイアップ広告を掲載しており、作中に同社の製品（のラベル）を登場させた。さらに2009年12月号から2010年12月号まで、料理研究家の岡田史織をアドバイザーに迎えた、デコレーション弁当をモチーフとした作品『初恋ランチボックス』が連載された。

### キャラクター
ポストペットを題材にした作品『ポストペットスクール』を、2006年2月号から2008年2月号まで連載していた（作者はかなしろにゃんこ）。もともとは探偵物だったが、後に学園物にスイッチしている。また、サンリオのキャラクターのひとつ『てのりくま』のコミカライズを、2007年6月号から2008年12月号まで連載された。

### その他
1958年から1959年にかけて『ペスよおをふれ』がラジオ東京の手でラジオドラマ化されたことがある。
ハロー!プロジェクト以外の芸能人タイアップ作品としては、2010年4月号から同年7月号にかけてタレントの中川翔子の生涯を取り上げたセミドキュメンタリー作品『中川翔子物語〜空色デイズ〜』が連載された。また、2012年2月号から2013年12月号まで、AKB48をベースとしたテレビアニメ｢AKB0048｣の漫画版が連載されている。
「テレビアニメ化作品のミュージカル化」以外では、ひうらさとるの『月下美人』が青山劇場でミュージカル化されたことがある。また、「テレビアニメ化作品の映画化」以外では、『コクリコ坂から』がスタジオジブリ製作で劇場版アニメ化された。
2015年12月2日、創刊60周年を記念したコンピレーションアルバム「Twinkle Songs」が発売。「なかよし」掲載作品を原作としたテレビアニメおよびテレビドラマの主題歌36曲を収録。
1990年代に連載をしていたことのある柴田亜美も当時、ゲームソフトを買うために午前秋葉原組と午後秋葉原組の2組に分かれていたことやアーケードゲームを、基板ごと買っていたことを漫画にしている。